# Animero
Un Animero era, en las Islas Canarias (España), una persona considerada especialmente pía a la que popularmente se le atribuye cierta santidad. El fenómeno de los Animeros es típico sobre todo en la zona norte de la isla de Tenerife, hacia el sur y hacia las otras islas, la figura del Animero va haciéndose menos frecuente, y probablemente esté relacionado con formas de culto religioso guanche anteriores al cristianismo, así como con cultos semejantes en el norte de África, dispensados a los morabitos del Magreb.
Los Animeros eran una suerte de "santones" o "curanderos", pues curaban enfermedades y decían contactar a las ánimas de los difuntos. El Animero fue una figura relevante en las sociedades campesinas del siglo XVII hasta mediados del siglo XX. En la actualidad los Animeros se encuentran prácticamente extintos.

## Otros
En el sureste de la Península ibérica los animeros, cuadrillas de ánimas o simplemente cuadrillas eran agrupaciones de 8 o 10 personas que durante la Navidad salían por las casas pidiendo limosna para las ánimas benditas. Desde los años 80 esta tradición se ha revitalizado dando lugar a "encuentros de cuadrillas" donde participan personas de todas las edades interpretando música tradicional de la zona (malagueñas, seguidillas pardicas o parrandas, jotas, aguilandos, etc.).